# Џон Милџан
Џон Милџан (енгл. John Miljan, срп. Јован Миљановић, 9. новембар 1892 — 24. јануар 1960) био је амерички глумац српског порекла. У раздобљу од 1924. до 1958. године играо је у преко 200 филмова. Преминуо је у Лос Анђелесу 24. јануара 1960. од рака.

## Филмографија
| Улоге Џон Милџан |                 |               |       |          |
| Година           | Српски назив    | Изворни назив | Улога | Напомена |
| 1932.            | Гранд хотел     |               |       |          |
| 1939.            | Оклахома Кид    |               |       |          |
| 1949.            | Самсон и Далила |               |       |          |
| 1956.            | Десет заповести |               |       |          |